# Henry Arland
Henry Arland (* 2. September 1945 in Planegg, Landkreis München; bürgerlich Heinz Mühlbauer) ist ein deutscher Musiker und Komponist. Bekannt ist er vor allem als Klarinettist.

## Leben
Henry Arland, Sohn des Komponisten Rolf Arland, lernte schon als Kind Klarinette spielen. Nach der Schule studierte er an der Hochschule für Musik und Theater München und machte dort sein Examen. Anschließend wurde er Lehrer und Leiter der Musikschule in Prien am Chiemsee.
Bereits in den 1960er Jahren war er als Solist (Laternenmelodie), aber auch als Begleitmusiker bei Plattenaufnahmen, wie etwa bei Sweet Clarinett mit dem Botho-Lucas-Chor, erfolgreich und beachtet. Später folgten weitere Singles wie Kalinka und Der kleine Prinz. Bei der deutschen Vorentscheidung zum Grand Prix der Volksmusik 1990 trat Henry Arland mit dem Titel Heide-Lied auf, konnte sich jedoch nicht für das Finale qualifizieren.
Aus seiner im Jahre 1979 geschlossenen Ehe hat er die Söhne Maximilian (* 1981) und Hansi  (* 1983). 1993 trat Henry erstmals gemeinsam mit beiden in der volkstümlichen Hitparade im ZDF bei Carolin Reiber auf, wo das Trio den ersten Platz belegte. Danach waren sie mehrfach zu Gast bei volkstümlichen Fernsehsendungen.
Die drei Arlands nahmen am Grand Prix der Volksmusik 1994 teil, bei dem sie mit dem von Henry Arland komponierten Titel Echo der Berge den Sieg erlangten. Das Repertoire des Arland-Trios umfasste volkstümliche Musik aber auch Jazz, Blues und Operettenmelodien. Arlands Söhne gehen inzwischen eigene Wege.
Da das Lehrerdiplom seiner neuen Lebensgefährtin in Bayern nicht anerkannt wurde, kündigte Henry Arland seine Stelle als Leiter der Musikschule in Prien am Chiemsee. 1995 zog er zu seiner Partnerin nach Berlin, wo beide bis 1999 im Bezirk Hohenschönhausen lebten. Nach ihrer Heirat zogen sie nach Ahrensfelde.

## Bekanntere Titel
- Laternenmelodie
- Der kleine Prinz
- Judy, oh Judy
- Kalinka
- Rosenmelodie
- Echo der Berge, 1994
- Bergromanze

## Diskografie
CDs von Henry, Hansi und Maxi Arland:
- Gefühle
- Rosenmelodie
- Die großen Erfolge
- Echo der Berge, 1994
- Bergkristall
- Die schönsten Weihnachtslieder
- Die schönsten Melodien der Welt

CDs von Henry Arland:
- Melodien fürs Herz
- Die Seele baumeln lassen
- Romantic Dreams
- Isle Of Capri (Melodien von Billy Vaughn) (Saxophon!) 2006

| Personendaten    | Personendaten                      |
| ---------------- | ---------------------------------- |
| NAME             | Arland, Henry                      |
| ALTERNATIVNAMEN  | Mühlbauer, Heinz (wirklicher Name) |
| KURZBESCHREIBUNG | deutscher Musiker                  |
| GEBURTSDATUM     | 2. September 1945                  |
| GEBURTSORT       | Planegg, Landkreis München         |